# Campionato mondiale juniores di pallamano maschile
Il Campionato mondiale juniores di pallamano maschile è una competizione internazionale di pallamano organizzata ogni due anni dall'International Handball Federation e riservata alle nazionali Under-21. La prima edizione è stata organizzata nel 1977.

## Albo d'oro
| 1977 Dettagli | Svezia               | Unione Sovietica                              | 24 – 10                                       | Ungheria                                      | Jugoslavia                                    | 24 – 21                                       | Spagna                                        |
| 1979 Dettagli | Danimarca/ Svezia    | Unione Sovietica                              | 30 – 25                                       | Jugoslavia                                    | Svezia                                        | 25 – 20                                       | Danimarca                                     |
| 1981 Dettagli | Portogallo           | Jugoslavia                                    | 28 – 21                                       | Unione Sovietica                              | Cecoslovacchia                                | 32 – 26                                       | Svezia                                        |
| 1983 Dettagli | Finlandia            | Unione Sovietica                              | 32 – 17                                       | Germania Ovest                                | Danimarca                                     | 31– 28                                        | Svezia                                        |
| 1985 Dettagli | Italia               | Unione Sovietica                              | 32 – 27                                       | Svezia                                        | Jugoslavia                                    | 23 – 22                                       | Germania                                      |
| 1987 Dettagli | Jugoslavia           | Jugoslavia                                    | 28 – 26                                       | Spagna                                        | Unione Sovietica                              | 34 – 18                                       | Svezia                                        |
| 1989 Dettagli | Spagna               | Unione Sovietica                              | 23 – 17                                       | Spagna                                        | Jugoslavia                                    | 23 – 22                                       | Germania                                      |
| 1991 Dettagli | Grecia               | Jugoslavia                                    | 27 – 16                                       | Svezia                                        | Unione Sovietica                              | 27 – 25                                       | Spagna                                        |
| 1993 Dettagli | Egitto               | Egitto                                        | 22 – 19                                       | Danimarca                                     | Islanda                                       | 21 – 20                                       | Russia                                        |
| 1995 Dettagli | Argentina            | Russia                                        | 29 – 28                                       | Spagna                                        | Portogallo                                    | 24 – 23                                       | Norvegia                                      |
| 1997 Dettagli | Turchia              | Danimarca                                     | 29 – 23                                       | Ucraina                                       | Francia                                       | 28 – 24                                       | Polonia                                       |
| 1999 Dettagli | Qatar                | Danimarca                                     | 26 – 22                                       | Svezia                                        | Egitto                                        | 32 – 31                                       | Francia                                       |
| 2001 Dettagli | Svizzera             | Russia                                        | 31 – 27                                       | Spagna                                        | Svezia                                        | 37 – 26                                       | Ungheria                                      |
| 2003 Dettagli | Brasile              | Svezia                                        | 36 – 34                                       | Danimarca                                     | Slovenia                                      | 35 – 33                                       | Spagna                                        |
| 2005 Dettagli | Ungheria             | Danimarca                                     | 40 – 35                                       | Serbia e Montenegro                           | Ungheria                                      | 28 – 27                                       | Germania                                      |
| 2007 Dettagli | Macedonia del Nord   | Svezia                                        | 31 – 29                                       | Germania                                      | Danimarca                                     | 27 – 26                                       | Croazia                                       |
| 2009 Dettagli | Egitto               | Germania                                      | 32 – 24                                       | Danimarca                                     | Slovenia                                      | 35 – 24                                       | Egitto                                        |
| 2011 Dettagli | Grecia               | Germania                                      | 27 – 18                                       | Danimarca                                     | Tunisia                                       | 24 – 18                                       | Egitto                                        |
| 2013 Dettagli | Bosnia ed Erzegovina | Svezia                                        | 28 – 23                                       | Spagna                                        | Francia                                       | 32 – 27                                       | Croazia                                       |
| 2015 Dettagli | Brasile              | Francia                                       | 26 – 24                                       | Danimarca                                     | Germania                                      | 35 – 34                                       | Egitto                                        |
| 2017 Dettagli | Algeria              | Spagna                                        | 39 – 38                                       | Danimarca                                     | Francia                                       | 23 – 22                                       | Germania                                      |
| 2019 Dettagli | Spagna               | Francia                                       | 28 - 23                                       | Croazia                                       | Egitto                                        | 37 - 27                                       | Portogallo                                    |
| 2021 Dettagli | Ungheria             | Cancellata a causa della pandemia di COVID-19 | Cancellata a causa della pandemia di COVID-19 | Cancellata a causa della pandemia di COVID-19 | Cancellata a causa della pandemia di COVID-19 | Cancellata a causa della pandemia di COVID-19 | Cancellata a causa della pandemia di COVID-19 |
| 2023 Dettagli | Germania Grecia      | Germania                                      | 30 - 23                                       | Ungheria                                      | Islanda                                       | 27 - 23                                       | Serbia                                        |
| 2025 Dettagli | Polonia              |                                               |                                               |                                               |                                               |                                               |                                               |

## Medagliere per nazioni
| Pos. | Paese               | Oro | Argento | Bronzo | Totale |
| ---- | ------------------- | --- | ------- | ------ | ------ |
| 1    | Russia              | 5   | 1       | 2      | 8      |
| 2    | Danimarca           | 3   | 6       | 2      | 11     |
| 3    | Svezia              | 3   | 3       | 2      | 8      |
| 4    | Jugoslavia          | 3   | 2       | 3      | 8      |
| 5    | Germania            | 3   | 1       | 1      | 5      |
| 6    | Francia             | 2   | 0       | 3      | 5      |
| 7    | Russia              | 2   | 0       | 0      | 2      |
| 8    | Spagna              | 1   | 5       | 0      | 6      |
| 9    | Egitto              | 1   | 0       | 2      | 3      |
| 10   | Ungheria            | 0   | 2       | 1      | 3      |
| 11   | Croazia             | 0   | 1       | 0      | 1      |
| 11   | Serbia e Montenegro | 0   | 1       | 0      | 1      |
| 11   | Ucraina             | 0   | 1       | 0      | 1      |
| 11   | Germania Ovest      | 0   | 1       | 0      | 1      |
| 15   | Islanda             | 0   | 0       | 2      | 2      |
| 15   | Slovenia            | 0   | 0       | 2      | 2      |
| 17   | Rep. Ceca           | 0   | 0       | 1      | 1      |
| 17   | Portogallo          | 0   | 0       | 1      | 1      |
| 17   | Tunisia             | 0   | 0       | 1      | 1      |

- L'IHF considera le medaglie dell'URSS come medaglie vinte dalla Russia
- L'IHF considera le medaglie vinte dalla Cecoslovacchia come medaglie vinte dalla Repubblica Ceca